# スコット・ウォーカー
スコット・ウォーカー（Scott Walker、本名：ノエル・スコット・エンゲル、1943年1月9日 - 2019年3月22日）は、アメリカ合衆国の歌手、作曲家。オハイオ州ハミルトン生まれ。
「『Q』誌の選ぶ歴史上最も偉大な100人のシンガー」において第39位。

## 略歴
ゲイリー・リーズ（後のゲイリー・ウォーカー）やジョン・ウォーカーと共に、ウォーカー・ブラザーズを結成。その後、イギリスへ向かいフィリップス・レコードと契約し、1965年2月にシングル「Pretty Girls Everywhere」でデビュー。2ndシングル「Love Her」は全英チャート20位を記録。3rdシングル「涙でさようなら」は全英チャート1位のヒットを記録した。以降、「太陽はもう輝かない」（全英チャート1位、全米チャート13位）、「孤独の太陽」、「ダンス天国」等のヒットを放ち、イギリスのみならず日本、ヨーロッパ、オセアニア諸国で高い人気を得た。
ウォーカー・ブラザーズの解散後もイギリスに活動拠点を置き、1967年にソロ・アルバム『スコット 』を発表。ベルギーのシャンソン歌手ジャック・ブレルの「ジャッキー」をカバーした同名のデビューシングルをリリースし、全英チャート22位を記録。1968年、キャリア最大のヒットとなるシングル「ジョアンナ」が全英チャート7位。アルバム『スコット2』は全英チャート1位を記録した。1969年にリリースされたアルバム『スコット3』も全英チャート3位を記録するヒットとなった。
オランダ・アムステルダムへ居住していた1970年には、映画『恋（ジュリー・クリスティ主演）』でミシェル・ルグラン作曲の主題歌を担当した。
1975年に、ウォーカー・ブラザーズを再結成し1977年まで活動した。1976年にリリースされたシングル「No Reglets」は全英チャート7位を記録するヒットとなった。1999年には映画『ポーラX』の音楽を手掛ける。2000年のメルトダウン・フェスティバルではキュレーターを務め、レディオヘッド、ブラーらを招いている。2007年、ドキュメンタリー映画『スコット・ウォーカー 30世紀の男』が全英公開された。
2019年3月22日、76歳で死去した。

## その他
与えた影響は、デヴィッド・ボウイ、ブライアン・イーノから、レディオヘッドのトム・ヨーク、パルプのジャーヴィス・コッカー、アークティック・モンキーズのアレックス・ターナーら次世代のアーティストにまで及んでいる。パルプはアルバム『ウィ・ラヴ・ライフ』を制作の際に、スコット・ウォーカーをプロデューサーとして迎えた。

影響を受けた人物に、BBCで数々の音楽番組を手掛けたプロデューサーのジャック・グッドを挙げている。
愛車にオースチン・ヒーレーを所有していた。

## ディスコグラフィ

### アルバム
- 『スコット』 - Scott (1967年)
- The Romantic (1967年)
- 『スコット2』 - Scott2 (1968年)
- 『ルッキング・バック・ウィズ・スコット・ウォーカー』 - Looking Back With Scott Walker (1968年)
- 『スコット・ウォーカーBBC・TVショー』 - Scott Walker Sings Songs from his TV Series (1969年)
- 『スコット3』 - Scott3 (1969年)
- 『スコット4』 - Scott4 (1969年)
- 『バンドが入って来た時』 - 'Til The Band Comes In (1970年)
- 『ラ・マンチャの男・スコット映画を歌う』 - The Moviegoer (1972年)
- 『エニイ・デイ・ナウ』 - Any Day Now (1973年)
- 『心のつぶやき』 - Stretch (1973年)
- 『青春の想い出』 - We Had It All (1974年)
- Climate of Hunter (1984年)
- 『ティルト』 - Tilt (1995年)
- 『ポーラX』 - Pola X - ORIGINAL SOUNDTRACK (1999年)
- 『ザ・ドリフト』 - The Drift (2006年)
- And Who Shall Go To The Ball? And What Shall Go To The Ball? (2007年)
- 『ビッシュ・ボッシュ』 - Bish Bosch (2012年)
- 『サウスト』 - Soused (2014年)
- 『シークレット・オブ・モンスター』 - The Childhood of a Leader OST (2016年)
- 『ポップスター』 - Vox Lux OST (2018年)

### シングル
- 「キャサリン / リヴィング・エンド」 "Kathalene" / "The Living End"（1967年11月15日、ポリドール・レコード、DP-1552）
- 「いとしのマチルダ / マイ・デス」 "Mathilde" / "My Death"（1967年、フィリップス・レコード、SFL-1121）
- 「ジャッキー / 暗くなるまで待って」 "Jackie" / "Wait Until Dark"（1968年1月25日、フィリップス・レコード、SFL-1140）
- 「ジョアンナ / ザ・プレイグ」 "Joanna" / "The Plague"（1968年6月25日、フィリップス・レコード、SFL-1161）
- 「ジョアンナが恋する時 / バルチモアの貴婦人」 "When Joanna Loved Me" / "The Lady Came From Baltimore"（SFL-1215）
- 「行かないで」 "If You Go Away"（1969年4月25日、フィリップス・レコード、SFL-1216）
- 「想い出のシンシナティ / 君が去って2週間」 "Lights of Cincinnat" / "Two Weeks Since You've Gone"（1969年8月25日、フィリップス・レコード、SFL-1236）